# Formula TT 1984
Die Formula-TT-Saison 1984 war die achte in der Geschichte der Formula TT und wurde von der Fédération Internationale de Motocyclisme als offizielle Weltmeisterschaft ausgeschrieben.
In der TT-F1-Klasse wurden fünf und in der TT-F2-Klasse vier Rennen ausgetragen.

## Punkteverteilung
| Punktewertung | Punktewertung | Punktewertung | Punktewertung | Punktewertung | Punktewertung | Punktewertung | Punktewertung | Punktewertung | Punktewertung | Punktewertung |
| ------------- | ------------- | ------------- | ------------- | ------------- | ------------- | ------------- | ------------- | ------------- | ------------- | ------------- |
| Platz         | 1             | 2             | 3             | 4             | 5             | 6             | 7             | 8             | 9             | 10            |
| Punkte        | 15            | 12            | 10            | 8             | 6             | 5             | 4             | 3             | 2             | 1             |

In die Wertung kamen alle erzielten Resultate.

## Wissenswertes
- Die Formula TT wurde 1984 in zwei Klassen ausgeschrieben.
  - In der TT-F1-Klasse waren Viertakter von 600 bis 1000 cm³ Hubraum und Zweitakter mit Hubräumen von 350 bis 500 cm³ erlaubt.
  - In der TT-F2-Klasse waren Viertakter von 400 bis 600 cm³ Hubraum und Zweitakter mit Hubräumen von 250 bis 350 cm³ erlaubt.
- Das Rennen in den Niederlanden wurde im Rahmen des Motorrad-WM-Laufes der Dutch TT ausgetragen.
- Das Rennen in der Tschechoslowakei wurde zusammen mit dem tschechoslowakischen Motorrad-EM-Lauf ausgetragen.

## TT-F1-Klasse

### Rennergebnisse
|   | Datum      | Rennen                | Strecke         | Platz 1        | Platz 2        | Platz 3       |
| - | ---------- | --------------------- | --------------- | -------------- | -------------- | ------------- |
| 1 | 02.–08.06. | 66. Isle of Man TT    | Mountain Course | Joey Dunlop    | Roger Marshall | Tony Rutter   |
| 2 | 30.06.     | 54. Dutch TT          | Assen           | Roger Marshall | Joey Dunlop    | Mick Grant    |
| 3 | 18.07.     | Portugal              | Vila Real       | Roger Marshall | Joey Dunlop    | Trevor Nation |
| 4 | 21.08.     | 55. Ulster Grand Prix | Dundrod         | Joey Dunlop    | Roger Marshall | Mick Grant    |
| 5 | 06.09.     | Belgien               | Zolder          | Mile Pajic     | Joey Dunlop    | Roger Burnett |

### Fahrerwertung
| 1  | Joey Dunlop        | Honda             | 66 |
| 2  | Roger Marshall     | Honda             | 54 |
| 3  | Tony Rutter        | Ducati            | 36 |
| 4  | Mile Pajic         | Kawasaki          | 23 |
| 5  | Mick Grant         | Suzuki            | 22 |
| 6  | Andy McGladdery    | Kawasaki          | 22 |
| 7  | Trevor Nation      | Ducati            | 19 |
| 8  | Asa Moyce          | Ducati / Kawasaki | 13 |
| 9  | Roger Burnett      | Ducati            | 10 |
| 10 | Ray Swann          | Kawasaki          | 8  |
|    | Dieter Rechtenbach | Ducati            | 8  |
| 12 | Henk van der Mark  | Suzuki            | 6  |
|    | Jim Wells          | Kawasaki          | 6  |

| 14 | Kevin Wrettom (†)   | Kawasaki | 5 |
|    | Patrick Orban       | Kawasaki | 5 |
| 16 | John Heselwood      | Suzuki   | 4 |
|    | Dave Morris         | Suzuki   | 4 |
|    | Alain Delhotellerie | Honda    | 4 |
| 19 | Alan Jackson sr.    | Suzuki   | 3 |
|    | Frank Williams      | Ducati   | 3 |
| 21 | Alistair Frame      | BSA      | 2 |
|    | Sergio Bertocchi    | Suzuki   | 2 |
|    | Gordon Farmer       | Suzuki   | 2 |
| 24 | Danny Shimmin       | Suzuki   | 1 |
|    | Nick Jefferies      | Kawasaki | 1 |
|    | Roy Jeffreys        | Kawasaki | 1 |

## TT-F2-Klasse

### Rennergebnisse
|   | Datum      | Rennen                | Strecke         | Platz 1         | Platz 2         | Platz 3       |
| - | ---------- | --------------------- | --------------- | --------------- | --------------- | ------------- |
| 1 | 02.–08.06. | 66. Isle of Man TT    | Mountain Course | Graeme McGregor | Tony Rutter     | Trevor Nation |
| 2 | 18.07.     | Portugal              | Vila Real       | Tony Rutter     | Jim Wells       | Brian Reid    |
| 3 | 21.08.     | 55. Ulster Grand Prix | Dundrod         | John Weeden     | Des Barry       | Tony Rutter   |
| 4 | 26.08.     | Tschechoslowakei      | Masaryk-Ring    | Brian Reid      | Walter Hoffmann | Phil Mellor   |

### Fahrerwertung
| 1  | Tony Rutter     | Ducati          | 43 |
| 2  | Trevor Nation   | Cagiva / Ducati | 28 |
| 3  | Brian Reid      | Yamaha          | 25 |
| 4  | Walter Hoffmann | Yamaha          | 18 |
| 5  | Phil Mellor     | Yamaha          | 18 |
| 6  | Gary Padgett    | Yamaha          | 16 |
| 7  | Graeme McGregor | Yamaha          | 15 |
|    | John Weeden     | Yamaha          | 15 |
| 9  | Jim Wells       | Kawasaki        | 12 |
| 10 | Des Barry       | Yamaha          | 12 |
| 11 | Dave Roper      | Ducati          | 9  |
| 12 | Chas Mortimer   | Yamaha          | 8  |
| 13 | Geoff Johnson   | Ducati          | 6  |
| 14 | Mick Booys      | Yamaha          | 5  |

| 15 | Malcolm Wheeler | Ducati   | 4 |
|    | Alan Cathcart   | Laverda  | 4 |
|    | Ronan Sherry    | Ducati   | 4 |
| 18 | David Griffith  | Yamaha   | 3 |
|    | Paul Barrett    | Ducati   | 3 |
|    | John Heselwood  | Yamaha   | 3 |
|    | John Brindley   | Yamaha   | 3 |
| 22 | Ray Swann       | Kawasaki | 3 |
| 23 | Steven Cull     | Ducati   | 2 |
|    | Roger Burnett   | Ducati   | 2 |
| 25 | Martin Barr     | Yamaha   | 1 |
|    | Steve Colville  | Yamaha   | 1 |
|    | Fabio Barchitta | Ducati   | 1 |